# Sepp Froschauer
Sepp Froschauer (* 15. Jänner 1907 in Naarn im Machlande; † 23. März 1986 in Linz) war ein österreichischer Kapellmeister und Komponist.

## Leben
Sepp Froschauer wurde als elftes von 14 Kindern einer Bauernfamilie in Naarn geboren. Er erhielt privat Musikunterricht in Gesang, Violine, Flügelhorn und Zither. 1925 bis 1934 war er unter Kapellmeister Max Damberger Militärmusiker im Alpenjäger-Regiment Nr. 7. 1940 bis 1944 war er Militärkapellmeister bei der Kraftfahr-Ersatz-Abteilung 17 in Enns.
Von 1945 bis 1972 war Froschauer Kapellmeister der Magistratsmusik Linz und Verwalter des Linzer städtischen Musikarchivs, wo er maßgeblich an dessen Ausbau beteiligt war. Unter seiner Leitung wurden ca. 500 Rundfunkaufnahmen und Platten bei Radio Oberösterreich, dem Bayerischen Rundfunk und dem Wiener Rundfunk aufgenommen. Außerdem spielte er beim Linzer Konzertverein und konzertierte mit dem Orchester des Linzer Landestheaters und Sängern des Landestheaters. Froschauer erwarb sich in der Nachkriegszeit zudem Verdienste um den Musikverein Naarn.

## Auszeichnungen
- Berufstitel Professor (1971)
- Goldenes Verdienstzeichen der Republik Österreich (1970)
- Ehrenring der Heimatgemeinde Naarn
- Blasmusik-Ehrenzeichen in Silber
- Blasmusik-Verdienstmedaille in Gold

## Werke (Auswahl)
- Gruß aus Linz (Marsch)
- Bunte Blätter (Potpourri)
- Linzer Polka
- Machland mein Heimatland (Chor)